# Јужноукрајинск
Јужноукрајинск (укр. Южноукраїнськ) град је Украјини у Миколајивској области. Према процени из 2012. у граду је живело 40.530 становника.

## Становништво
Према процени, у граду је 2012. живело 40.530 становника.
| 1989.  | 2001.  | 2012.  |
| ------ | ------ | ------ |
| 36.684 | 38.206 | 40.530 |